# Chiesa di San Rocco e del Santissimo Sacramento
La chiesa di San Rocco e del Santissimo Sacramento è un edificio religioso di Casaloldo, in provincia di Mantova.

## Storia e descrizione
La chiesa, detta dei Disciplini, è situata in piazza Giacomo Matteotti, sull'angolo con via Trieste. Sorge al limite dei fabbricati che formano corpo unico con via Dante Alighieri e via Trieste, un tempo “contrada del pozzo”: sul muro di una delle costruzioni di quest'ultima via si notano infatti le caratteristiche murarie di un pozzo per l'approvvigionamento dell'acqua. È intitolata a san Rocco e al Santissimo Sacramento, come si legge sull'iscrizione sopra la porta d'ingresso, ma durante il XIX secolo fu dedicata all'Immacolata Concezione.
Fu forse edificata già nel XVI secolo, in quanto è attestata per la prima volta nel 1580, e poi rimaneggiata nel XVII secolo con l'aggiunta di una facciata in stile barocco. Nel 1580 era detta “oratorio di San Rocco o dei Disciplini”: era piccola e non consacrata, con un unico altare dove si celebrava messa dodici volte l'anno, con l'imposizione di una spesa annua di 30 lire, ed era retta da un priore, un segretario e due consiglieri. La ricostruzione, in muratura, avvenne probabilmente nel 1621 su una proprietà della parrocchia. In seguito la sua esistenza è testimoniata nel 1654, e di nuovo nel 1902, in entrambi i casi con l'intitolazione a San Rocco. Probabilmente all'inizio dell'Ottocento fu incamerata dallo Stato, quindi riscattata dal parroco nel 1890 per dedicarla all'Immacolata. Fu perduta nuovamente, non dal punto di vista del possesso ma del culto, ad opera delle truppe tedesche d'occupazione, che la trasformarono in magazzino durante la seconda guerra mondiale. La facciata, delimitata da paraste con capitello corinzio, termina con una cimasa mossa coronata da pinnacoli di marmo e croce apicale. Il portale di ingresso barocco è ingentilito, come la finestra soprastante, da modanature e cornici in intonaco. 
Annesso alla chiesetta vi è un piccolo campanile seicentesco a doppia galleria. L'interno è andato completamente perduto. Unici reperti rimasti sono il gonfalone dei Disciplini, conservato nella chiesa parrocchiale di Casaloldo, e un'immagine in marmo del volto di Cristo, con il simbolo della disciplina, attualmente murato in una casa di via Trieste. La piccola chiesa di San Rocco è per lo più chiamata dei Disciplini in quanto anticamente era il tempio della confraternita dei Disciplini Bianchi, che si infliggevano penitenze, e questo a testimonianza della tenace identificazione dell’edificio con la confraternita alla quale appartenne. Tale confraternita è testimoniata come presente nella parrocchia di Casaloldo per la prima volta nel 1566, insieme all'altra del “Corpo di Cristo” o del “Santissimo Sacramento”, e successivamente nel 1580. In origine, oltre alla chiesa stessa, anche buona parte degli edifici confinanti erano di proprietà della confraternita dei Disciplini Bianchi ed in particolare, sul fianco sinistro, vi era una stanza annessa alla chiesetta che fu venduta nel 1892. Dopo la probabile riedificazione del XVII secolo, nel tempo la chiesetta non ha subito particolari trasformazioni esterne.
Oggi è sconsacrata. All'esterno, sul fianco destro, nell'angolo con la facciata, è stato murato un cippo miliario veneziano, dell'anno 1756, forse proveniente dal poco distante antico confine tra la Repubblica di Venezia e il territorio di Mantova; esso reca l'iscrizione: “178 1756”. Lo stato di conservazione è buono per la struttura esterna, ma pessimo per l'interno; l'edificio è attualmente di proprietà ecclesiastica ed è normalmente chiuso al pubblico; tuttavia viene aperto in occasione di particolari festività o sagre per ospitarvi la pesca di beneficenza parrocchiale.